# Rick Barton
Rick Barton é um músico estadunidense, ele fez parte da primeira formação da banda de celtic punk Dropkick Murphys, saindo da mesma em 2000 para se casar. Gravou com a banda os álbuns  Boys on the Docks, Do or Die, The Gang's All Here e Mob Mentality, álbum split com The Business.[carece de fontes?] Antes de tocar no Dropkick Murphys Barton era guitarrista da banda de punk The Outlets. Atualmente ele toca na banda Everybody Out! e fundou a banda Continental, com seu filho Stephen Barton no baixo, Derek 'The Kid' Louis na bateria e Dave DePrest na guitarra. Em 2009, eles  abriram um show do The Joe Perry Project e recentemente saíram em turnê com as bandas The Street Dogs, Devil's Brigade, Flatfoot 56 e Left Alone.
Ele produziu o último álbum auto-intitulado do Street Dogs, lançado na primavera de 2010.
Em 2013, ele formou a banda FM359, junto com Mike McColgan e Johnny Rioux, ambos do Street Dogs.